# Manoel Alves Ribeiro
Manoel Alves Ribeiro, ou Seu Mimo (Imaruí, 13 de Março de 1903 - Florianópolis, 29 de Setembro de 1994) foi um eletricista e destacado dirigente comunista do Partido Comunista Brasileiro, desde a fundação do partido em Santa Catarina na década de 1930 até 1980, quando sai do partido após a ruptura de Luiz Carlos Prestes, vindo a integrar o que comumente se refere como Corrente Prestista (que contou com nomes como Anita Prestes, Maria Aragão e Gregório Bezerra). Dentre os anos de 1959 a 1963 foi vereador da cidade de Florianópolis, na época eleito pelo Partido Social Progressista, em vista da ilegalidade do Partido Comunista.

## Biografia
Iniciando sua militância a partir da construção da ponte Hercílio Luz, em Florianópolis, Manoel Alves Ribeiro (conjuntamente com outros lideres sindicais da época, como Álvaro Ventura e João Verzola), formam a primeira geração de militantes que iriam vir a fundar o Partido Comunista. Em 1935, lançam-se em campanha para ajudar na constituição local da Aliança Nacional Libertadora (ANL). Seu Mimo iria ser responsável pela fundação do Partido Comunista em Santa Catarina em 1939, após a onda de repressões que foi desencadeada no Estado Novo em 1937.
Nos anos 1950, fez intensa campanha contra o envio de soldados brasileiros à Guerra da Coreia e pela paz na península coreana.
Foi perseguido durante a Ditadura Militar de 1964, tendo de se esconder e passar a viver clandestinamente por boa parte do período.
A partir de 1980 seguiu militância orientado pela visão de Luiz Carlos Prestes em sua ruptura com o PCB. Fundou e foi presidente de honra de organizações de solidariedade, como o Instituto Cultural de Amizade e Solidariedade aos Povos (Icasp).

## Livros
- Caminho (1989)
- Rumo (1990)

## Ligações Externas
- Vídeo de entrevista com Manoel Alves Ribeiro, o "Seu Mimo", 1989 - Parte 1.
- Vídeo de entrevista com Manoel Alves Ribeiro, o "Seu Mimo", 1989 - Parte 2.
- Vídeo de entrevista com Manoel Alves Ribeiro, o "Seu Mimo", 1989 - Parte 3.
- Homenagem do então Deputado Estadual de Santa Catarina, Amauri Soares, pelos 110 anos de "Seu Mimo".
- Publicação sobre Seu Mimo no sítio do Coletivo "Memória Verdade e Justiça" de Santa Catarina.